# روه تای-وو
روه تای-وو (انگلیسی: Roh Tae-woo؛ زادهٔ ۴ دسامبر ۱۹۳۲ – درگذشتهٔ ۲۶ اکتبر ۲۰۲۱) یک سیاست‌مدار اهل کره جنوبی و رئیس‌جمهور این کشور از سال ۱۹۸۸ تا ۱۹۹۳ بود.

## نام
نامِ او در اصل در خط هانگول به شکلِ 노태우 نوشته می‌شود که تلفظِ آن، «no.tʰɛ̝.u» (نُو تِه‌او) است. هنگامی که نو به ارتش پیوست، برگردانِ لاتینِ فامیلیِ او «No» نوشته می‌شد و او برای اینکه با واژهٔ نَهیِ «نَه» در انگلیسی اشتباه گرفته نشود، آن را به «رو» (Ro/Roh) تغییر داد.